# Pentatlo moderno nos Jogos Pan-Americanos de 2011 - Feminino
A competição feminina do pentatlo moderno nos Jogos Pan-Americanos de 2011 foi disputada em 15 de outubro no Club Hípica, em Guadalajara, com 17 pentatletas.
As pentatletas da América do Norte e da América do Sul mais bem colocadas, juntamente com outros duas pentatletas ainda não qualificados, independentemente da região, estarão habilitadas para competir nos Jogos Olímpicos de Verão de 2012 em Londres.

## Calendário
Horário local (UTC-6).
| Data          | Horário | Fase                          |
| ------------- | ------- | ----------------------------- |
| 15 de outubro | 9:00    | Esgrima                       |
| 15 de outubro | 12:00   | Natação                       |
| 15 de outubro | 14:00   | Hipismo                       |
| 15 de outubro | 16:30   | Evento combinado tiro/corrida |

## Medalhistas
| Ouro   | USA Margaux Isaksen |
| Prata  | BRA Yane Marques    |
| Bronze | MEX Tamara Vega     |

## Resultados
| Pos.              | Pentatleta             | Esgrima Vitórias (pts) | Natação Tempo (pts) | Hipismo Pen. (pts) | Combinado tiro/corrida Tempo (pts) | Total |
| ----------------- | ---------------------- | ---------------------- | ------------------- | ------------------ | ---------------------------------- | ----- |
| Medalha de ouro   | USA Margaux Isaksen    | 25 (1084)              | 2:19.93 (1124)      | 16.00 (1184)       | 12:38.39 (1968)                    | 5360  |
| Medalha de prata  | BRA Yane Marques       | 24 (1056)              | 2:12.41 (1212)      | 0.00 (1200)        | 13:22.13 (1792)                    | 5260  |
| Medalha de bronze | MEX Tamara Vega        | 14 (776)               | 2:20.60 (1116)      | 92.00 (1108)       | 12:41.56 (1956)                    | 4956  |
| 4                 | CAN Melanie McCann     | 21 (972)               | 2:22.56 (1092)      | 60.00 (1140)       | 13:52.95 (1672)                    | 4876  |
| 5                 | MEX Thelma Martínez    | 15 (804)               | 2:23.39 (1080)      | 0.00 (1200)        | 13:30.11 (1760)                    | 4844  |
| 6                 | GUA Marines Garza      | 21 (972)               | 2:26.76 (1040)      | 40.00 (1160)       | 13:53.80 (1668)                    | 4840  |
| 7                 | USA Suzanne Stettinius | 16 (832)               | 2:27.23 (1036)      | 136.00 (1064)      | 13:06.81 (1856)                    | 4788  |
| 8                 | ARG Pamela Zapata      | 19 (916)               | 2:33.34 (960)       | 28.00 (1172)       | 13:46.53 (1696)                    | 4744  |
| 9                 | BRA Priscila Oliveira  | 15 (804)               | 2:17.10 (1156)      | 36.00 (1164)       | 14:12.46 (1592)                    | 4716  |
| 10                | CAN Donna Vakalis      | 13 (748)               | 2:26.30 (1048)      | 32.00 (1168)       | 13:38.51 (1728)                    | 4692  |
| 11                | CUB Leidy Moya         | 16 (832)               | 2:27.24 (1036)      | 212.00 (988)       | 13:20.26 (1800)                    | 4656  |
| 12                | CUB Kenia Campos       | 19 (916)               | 2:25.61 (1056)      | 192.00 (1008)      | 14:21.95 (1556)                    | 4536  |
| 13                | ARG Ayelen Zapata      | 10 (664)               | 2:37.97 (908)       | 20.00 (1180)       | 14:23.84 (1548)                    | 4300  |
| 14                | GUA Geraldina Garzo    | 13 (748)               | 2:34.85 (944)       | 16.00 (1184)       | 15:12.22 (1352)                    | 4228  |
| 15                | VEN Adriana Israliantz | 11 (692)               | 2:36.47 (924)       | 44.00 (1156)       | 18:14.25 (624)                     | 3396  |
| 16                | CHI Javiera Rosas      | 16 (832)               | 2:28.39 (1020)      | 508.00 (692)       | 24:08.87 (0)                       | 2544  |
| 17                | ECU Cindy Merizalde    | 4 (496)                | 2:56.07 (688)       | DNF (0)            | 24:08.38 (0)                       | 1184  |